# Олев Ескола
Ескола Олев Вольдемарович (ест. Olev Eskola), 18 листопада 1914 — 4 квітня 1990) — естонський і радянський актор. Заслужений артист Естонської РСР (1957).
Народився 18 листопада 1914 р. Працював у театрі «Естонія» (1931—1935, 1944—1949). З 1949 р. — актор Талліннського драматичного театру ім. Кінгісеппа.
Помер 4 квітня 1990 року.

## Фільмографія
1. 1955: «Яхти в морі» — Пауль Алус (дублював Сошальський Володимир Борисович)
2. 1957: «На задвірках» — Кярт (дублював Н. Єгоров)
3. 1958: «Капітан першого рангу» —  граф Леопольд Еверлінг
4. 1959: «Непрохані гості» — Окс
5. 1963: «Генерали і маргаритки» — Шнорке
6. 1964: «Новий нечистий з пекла» — констебель
7. 1965: «Їм було вісімнадцять» — Віккель, пастор
8. 1966: «По тонкому льоду» — штурмбанфюрер Земельбауер
9. 1966: «Що трапилося з Андресом Лапетеусом?» — Мурук
10. 1967: «Підірване пекло» — полковник Анберг
11. 1968: «Експеримент лікаря Абста» — німецький адмірал
12. 1969: «Повість про чекіста» — комендант Тагнер
13. 1969: «Золото» — німецький полковник
14. 1969: «Гладіатор» — псіхіатр
15. 1969: «Він був не один» — «Адмірал»
16. 1970: «Море у вогні» — німецький офицер
17. 1970: «Повернення скрипки» — Гофман
18. 1970: «Доля резидента» — розвідник під дипломатичним прикриттям, Фрідріх Клотц
19. 1970: «Ризик» — Ганс Зеллер, оберштурмбанфюрер, шеф гестапо
20. 1971: «Я, слідчий» — Астаф'єв, капітан судна, начальник штурмана Корецького
21. 1971: «Останній рейс «Альбатроса»» — Вагнер
22. 1971: «Полонез Огінського» — Кунц
23. 1971: «Тут проходить кордон» — шеф іноземної розвідки
24. 1972: «Звільнення» —  Артур фон Крістман
25. 1973: «Земля, до запитання» — консул Дрегер
26. 1973: «Повернення скрипки» — Гофман
27. 1973: «Адреса вашого дому» —  Павло Максимович
28. 1974: «Месник з Гянджабасара» — Мюллер
29. 1976: «Школа пана Мауруса» («Indrek») — Мійлінимм (дублював Артем Карапетян)
30. 1979: «Викрадення «Савої»» — Роггерс
31. 1980: «Контрольна смуга» — Крамер
32. 1981: «На межі століть» — барон фон Гетлінг
33. 1983: «Постріл у лісі» — Чукурс
34. 1983: «Ворота в небо»
35. 1984: «Капітан Фракасс» — принц
36. 1985: «Зграя» — сенатор Генрі (дублював 
Татосов Володимир Михайлович)
37. 1986: «Чичерін» — дипломат Ліверн та ін.

Грав в українських кінокартинах:
- «Експеримент доктора Абста» (1968)
- «Повість про чекіста» (1969, Тагнер)
- «Капітан Фракасс» (1984, т/ф, 2 с)